# ますらお -秘本義経記-
『ますらお ―秘本義経記―』（ますらお ひほんぎけいき）は、北崎拓による日本の漫画。小学館『週刊少年サンデー』にて1994年14号から1996年3・4合併号にかけて連載された。小学館からは少年サンデーコミックス（SSCスペシャル）版の単行本全8巻と、小学館コミック文庫版全5巻が刊行されている。
文庫版ではタイトルが『秘本義経記 ますらお』となっており、「秘本義経記」の表記を大きくして「ますらお」はサブタイトル的表記となっている。
18年間の中断を経て、本作の外伝的作品となる『ますらお 秘本義経記 大姫哀想歌』が少年画報社『ヤングキングアワーズ』にて2014年2月号から同年6月号まで連載された。さらに、『週刊少年サンデー』連載分の続編となる『ますらお 秘本義経記 波弦、屋島』が同『ヤングキングアワーズ』にて2015年2月号から2022年1月号まで連載された。
物語としては未完であり、次作の構想が表明されている。
なお、少年画報社からは『ますらお ―秘本義経記―』の単行本が廉価版および新装版（各3巻）で再刊されている。

## 概要
タイトル通り、源義経を主人公とした歴史漫画である。義経が遮那王と呼ばれ、幽閉の地である鞍馬寺から逃げ出そうと苦闘する幼少時から始まり、一の谷の合戦（と義経軍の京への凱旋）までで一旦終了する。
『大姫哀想歌』は、源頼朝の娘で義経の姪である大姫の回想という形で、源義高と大姫の悲恋にからめて、義経の鎌倉滞在時代から宇治川の合戦、さらにその行く末までを前作と別の角度からたどり、次作の屋島の合戦へとつなげる。
『波弦、屋島』は屋島の合戦が中心であるが、那須与一に焦点を当て、その生い立ちから義経主従との出会い、合戦とその後を描いている。
作者曰く、次回作は壇ノ浦の戦いを予定している。

## 登場人物
源義経/ 遮那王
幼少時より少女と見紛う美貌を備え、戦略立案能力や乗馬術、人身掌握力などリーダーとしても非凡なセンスの持ち主。幼い頃に鞍馬寺に幽閉され、そこで過酷な扱いを受けて成長したために他人を信じない人間に成長した。都に入り母親の現状を知ると、自分が母親に捨てられた人間だと思い込むようになる。それ以降は、特に女性全般に強烈な不信感を抱き、女性に触れられて嘔吐するほどになる。
静
寺を脱走した遮那王に助けられた童女。維盛に保護され、後に都一の美女と呼ばれる白拍子に成長する。
萌子
河越重頼の娘。『波弦、屋島』において頼朝の差配で義経の正室として輿入れする。本作ではくせっ毛とそばかすの目立つ容姿で「当時の常識」としては醜女に分類される少女。本人も自身の容姿を理解しており、絵を描いてその世界に没入することを慰みとしていた。鎌倉では大姫と仲が良かった。
輿入れのときに義経が跳ね飛ばした牛の首におどろいておもらししてしまい、「武家の娘なのに、妻となる身なのにお漏らし」とショックを受けていた（九郎は気づいていない）。「アーティストの才能」で、戦に関しては義経の頭の中で見える風景が共有でき、義経と一面で相通じるようになる。
武蔵坊弁慶
巨体と剛力の持ち主ではあるが、心優しい男。義経との初対面も平氏の密偵である禿に殺された夫婦の仇を打たんとして、禿の服を奪い変装していた義経を襲ったというものだった。
復讐の鬼とならんと欲する義経に対して、あくまで人の道を説こうとする形でその一行に加わる。性格は豪放快活で、幾度もぶつかり合った末に義経の孤独を理解し、唯一無二の友となる。
伊勢三郎
平家によって養われていた寺院を焼き打ちされ、長じて盗賊に身をやつす。寺を脱走した遮那王と敵として出会い、戦いに敗れるとその素性を知って臣従を誓う。
常陸坊海尊
鞍馬寺の僧兵。遮那王の寺抜けを阻むが、若年ながらの機知、剽悍さに惹かれ、三郎と共に臣従する。
鎌田政清
源義朝の第一の郎党。主を討たれた後も素性を隠して天狗と名乗り、義朝の仇打ちを為そうと活動する。遮那王を見出し、過酷な復讐の生へと導く。逃避行の中、いつしか遮那王に対して親子の情に似たものを覚えるようになる。九州の戦で遮那王を逃して囮となり、元の鎌田政清に戻り、誇りの中に死す。
山本義経
初め、源八郎義経と名乗り、源為朝の忘れ形見と称する。強弓の使い手で、九州に落ちてきた遮那王一行を捕らえ、自らこそ源氏の棟梁たらんとする。太宰府に集った平家を討とうと企てるが、平維盛の計略にはまり大敗、遮那王と和解し、平家との再戦に臨む。鎌田政清と共に遮那王らを逃し、囮となるが生き延びる。その後、畿内に上って木曾義仲と出会い、その人間性に惹かれて配下となり、また近江源氏の山本義経と称する。宇治川の合戦で、同じ義経を名乗るかつての遮那王に戦いを挑む。

源頼朝
源氏の棟梁。黄瀬川の陣で弟義経を迎え、範頼と共に木曾討伐、平家追討の大将として起用する。終始穏やかな表情を湛えつつ、腹の内を誰にも読ませない得体の知れない人物として描かれる。第1作最終話にてはじめて素の感情を表に現し、義経を自らと同じ「時代の破壊者」であると論じる。
源範頼
義経の異母兄。同じく兄頼朝に従い、木曾討伐、平家追討の総大将として起用される。一般的な中庸・凡庸のイメージをもって描かれる。
梶原景時
頼朝の腹心。軍監として木曾討伐、平家追討に従軍する。有能ながら驕慢、陰険な癖のある人物として描かれ、宇治川の合戦、および一の谷の合戦において義経と激しく対立する。
梶原景季
景時の長男。史実通り、宇治川の合戦で先陣を佐々木高綱と争う。父と異なり、義経の新しい戦について肯定的な見解を示す。
畠山重忠
坂東武者の鑑と謳われる武人。熊谷直実と好対照の紳士的な美丈夫として描かれ、義経に協力的な姿勢を示し、一の谷の合戦で活躍する。
熊谷直実
頼朝配下の勇将。坂東武者の象徴的な人物として描かれ、義経の大胆不敵な策に功名心を刺激され協力する。佐藤兄弟を奥州藤原氏の間者と疑うが、その潔い態度に打たれ不問に処す。一の谷の合戦において平敦盛を討つが、「平家物語」などの悲劇性を表す逸話とは異なり、笛に執着する敦盛に覚悟を促し、却って「殺せ」と強要され刃を振り下ろした後、空しく浜辺に佇む様が描かれる。
平維盛
平家の御曹司。本作における義経の好敵手。平家随一の美男子にして洒落者とされるが、心中に武門の棟梁としての気概と誇りを秘めた男として描かれる。鞍馬寺から六波羅、九州と、武門の矜持と静を巡って義経と戦う。優れた将器を持ちながらも、武運に恵まれない武将としても描かれ、富士川の合戦、倶利伽羅峠の合戦、三草山の合戦と常に敗れ続ける。最後は入水自殺ではなく、京へ潜入し静と無理心中を図るが遂に手を下せず、高野聖に伴われて世捨て人となる。
平教経
平家の公達でも、風流を解さぬ武骨者といわれる。遮那王の六波羅襲撃で初登場、清盛を斬ろうとする遮那王の前に立ちはだかり、圧倒する。川に流された遮那王を追って河原に現れるが、弁慶によってあしらわれ、教経にとっての屈辱となる。維盛に武門の有り様を説いて接近し、九州まで義経一行を追う。一の谷の合戦では因縁の弁慶と相見えるが、決着をつけられずに退く。
平知盛
平家の重鎮。兄宗盛を支え、清盛亡き後の平家を実質的に率いる立場となる。義経を鞍馬寺の頃から間者をもって監視させ続け、奥州藤原氏が義経に手を差し伸べたのも知盛の思惑であったと告げ、義経を疑心暗鬼に陥らせる。武人としても、公家に扮して単身で源氏支配下の京へ乗り込む大胆不敵さと、木曾の残党十数人を一人で斬り伏せる武勇の持ち主として描かれる。一の谷の合戦では義経による別働隊での急襲を予見して、維盛・資盛を三草山に派遣して迎撃させる。しかし、維盛との決着をつけた義経による鵯越の奇襲を受け、それを迎え撃ってあと一歩で義経を討ち取ろうとするところで、死病（結核？）により吐血、指揮権を失って敦盛の犠牲によって海上に逃れる。

常盤御前
義経の母。前夫との子の義経のことを想っている。が、同時に今は新たな夫の妻でもあり、新しい子供たちにも恵まれてそれなりに幸せでもあり、その様子を見た義経はそれを裏切りと解して母を、そして女性全般を憎むようになる。
大姫
『大姫哀想歌』のキーとなる人物で、頼朝の娘。頼朝と義仲という親同士の取引で源義高と許婚となるが、協定の反故によって義高は殺される。『大姫哀想歌』では10代後半となっているが、気か触れたとされ館の奥に閉じ込められている。
源義高
木曾義仲の息子。頼朝と義仲という親同士の取引で大姫と許婚となる。勘が鋭く、頼朝を「嘘吐き」と敬遠するが、義経には複雑な感情を抱きながらも相親しむ。『大姫哀想歌』の回想では、協定の反故によって鎌倉の軍が出陣すると一転して命を狙われる立場となり、密かに館を脱出するが追いつかれて捕らわれ、「大姫に木曾の山を見せてやりたかった」と悔やみながら殺される。
瑠璃
瀬戸内の海賊衆頭目の娘。九州に向かう途中の遮那王一行を襲い捕らえる。遮那王を気に入るがその身柄の扱いで起きた内輪もめを治めた遮那王に従うことを誓う。その後、長らく遮那王の消息も不明だったが、『波弦、屋島』で平氏との戦に連勝している「源氏の義経」が遮那王ではないかと京まで訪ねてくる。
『波弦、屋島』では隻眼となっているが豪快な女頭目となっており、生まれた息子には「遮那王」と名付けている。

## 書籍情報
- 北崎拓 『ますらお ―秘本義経記―』 小学館〈少年サンデーコミックス スペシャル〉、全8巻
  1. 1994年10月18日発売、ISBN 4-09-123821-1[2]
  2. 1994年11月18日発売、ISBN 4-09-123822-X[2]
  3. 1995年01月18日発売、ISBN 4-09-123823-8[2]
  4. 1995年05月18日発売、ISBN 4-09-123824-6[2]
  5. 1995年09月18日発売、ISBN 4-09-123825-4[2]
  6. 1996年01月18日発売、ISBN 4-09-123826-2[2]
  7. 1996年02月18日発売、ISBN 4-09-123827-0[2]
  8. 1996年03月18日発売、ISBN 4-09-123828-9[2]

  - 北崎拓 『秘本義経記 ますらお』（文庫版） 小学館〈小学館文庫コミック版〉、全5巻
    1. 2004年11月13日発売、ISBN 4-09-193551-6[3]
    2. 2004年11月13日発売、ISBN 4-09-193552-4[3]
    3. 2004年12月15日発売、ISBN 4-09-193553-2[3]
    4. 2004年12月15日発売、ISBN 4-09-193554-0[3]
    5. 2005年01月15日発売、ISBN 4-09-193555-9[3]

  - 北崎拓 『ますらお 秘本義経記』（廉価版コンビニコミック） 少年画報社〈ヤングキングベスト〉、全3巻
    1. 悪鬼の章、2014年4月10日発売[4]、ISBN 978-4-7859-5261-7
    2. 羅刹の章、2014年5月10日発売[5]、ISBN 978-4-7859-5285-3
    3. 修羅の章、2014年6月10日発売[6]、ISBN 978-4-7859-5312-6

  - 北崎拓 『新装版 ますらお 秘本義経記』 少年画報社〈ヤングキングコミックス〉、全3巻
    1. 2017年9月30日発売、ISBN 978-4-7859-6092-6
    2. 2017年9月30日発売、ISBN 978-4-7859-6093-3
    3. 2017年9月30日発売、ISBN 978-4-7859-6094-0
- 北崎拓 『ますらお 秘本義経記 大姫哀想歌』 少年画報社〈ヤングキングコミックス〉、全1巻
2014年6月30日発売、ISBN 978-4-7859-5324-9[7]
- 北崎拓 『ますらお 秘本義経記 波弦、屋島』 少年画報社〈ヤングキングコミックス〉、全5巻
  1. 2015年9月30日発売、ISBN 978-4-7859-5632-5[8]
  2. 2017年9月30日発売、ISBN 978-4-7859-6091-9
  3. 2018年8月30日発売、ISBN 978-4-7859-6276-0
  4. 2019年2月27日発売、ISBN 978-4-7859-6391-0
  5. 2022年1月28日発売、ISBN 978-4-7859-7073-4